# Seznam pokémonů 6. generace
Seznam pokémonů 6. generace obsahuje pokémony od čísla 650 do čísla 721 (od Chespina do Volcaniona). Oblast je nazývána Kalos a obsahuje 71 pokémonů.

## Seznam
- 650 Chespin (startovní pokémon)
- 651 Quilladin
- 652 Chesnaught
- 653 Fennekin (startovní pokémon)
- 654 Braixen
- 655 Delphox
- 656 Froakie (startovní pokémon)
- 657 Frogadier
- 658 Greninja
- 659 Bunnelby
- 660 Diggersby
- 661 Fletching
- 662 Fletchinder
- 663 Talonflame
- 664 Scatterbug
- 665 Vivillon
- 666 Litleo
- 667 Pyroar
- 668 Flabébé
- 669 Floette
- 670 Florges
- 671 Skiddo
- 672 Gogoat
- 673 Pancham
- 674 Pangoro
- 675 Furfrou
- 676 Espurr
- 677 Meowstick
- 678 Honedge
- 679 Doublade
- 680 Aegislash
- 681 Spritzee
- 682 Aromatise
- 683 Swirlix
- 684 Slurpuff
- 685 Inkay
- 686 Malamar
- 687 Binacle
- 688 Barbarackle
- 689 Skrelp
- 690 Dragalge
- 691 Clauncher
- 692 Clawitzer
- 693 Helioptile
- 694 Heliolish
- 695 Tyrunt (zkamenělý pokémon)
- 696 Tyrantrum (zkamenělý pokémon)
- 697 Amaura (zkamenělý pokémon)
- 698 Aurorus (zkamenělý pokémon)
- 699 Sylveon
- 700 Hawlucha
- 701 Dedenne
- 702 Carbink
- 703 Goomy
- 704 Sliggo
- 705 Goodra
- 706 Klefki
- 707 Phantup
- 708 Trevenant
- 709 Pumpkaboo
- 710 Gourgeist
- 711 Bergmite
- 712 Avalugg
- 713 Noibat
- 714 Noivern
- 715 Xerneas (legendární pokémon)
- 716 Yvetal (legendární pokémon)
- 718 Zygarde (legendární pokémon)
- 719 Diancie (mytický pokémon)
- 720 Hoopa (mytický pokémon)
- 721 Volcanion (mytický pokémon)